# Алотропічні перетворення
Алотропі́чні перетво́рення (в металах) — зміни, що відбуваються в будові і властивостях металів під час їхнього нагрівання і охолодження. 
Алотропічні перетворення призводять до утворення різних кристалічних форм або різної кількості атомів хім. елемента в молекулі простої речовини. При переході металу з однієї модифікації в ін. спостерігаються тепловий і об'ємний ефекти, причому кристалічні ґратки змінюються стрибкоподібно (не існує безперервного переходу). Об'ємний ефект алотропічного перетворення у різних металів різний і може змінюватися в широких межах. Наприклад, перехід білого β-олова (ґратки тетрагональні, об'ємноцентровані) в сіре α-олово (ґратки алмазного типу) супроводиться зміною об'єму на 26%. Під впливом внутрішніх напружень, що виникають при цьому, компактний метал перетворюється в порошок («олов'яна чума»). 
Серед металів алотропія виявлена (при температурі, вищій за кімнатну) у заліза, марганцю, кобальту, титану, цирконію, радію, талію, лантану, церію, урану. 
Застосовуючи апаратуру високих тисків і температур, одержали модифікації легкоплавких металів (кадмій, церій, миш'як, галій, вісмут). 
Експериментально доведено наявність низькотемпературного поліморфізму у натрію, літію, цезію, берилію. Найчастіше Алотропічні перетворення спостерігаються у металів, розміщених в середній частині періодичної таблиці.